# تی‌وی‌آر سربرا
تی‌وی‌آر سربرا (TVR Cerbera) خودرویی است که در سال‌های ۱۹۹۶–۲۰۰۳در انگلند تولید شده‌است. 
این خودرو در کلاس خودرو اسپورت قرار گرفته و طراحی آن خودروهای موتور جلو-محور عقب بوده است. سیستم جعبه‌دندهٔ آن ۵ دنده به صورت دستی است.